# Probles ruficornis
Probles ruficornis är en stekelart som först beskrevs av Szepligeti 1899.  Probles ruficornis ingår i släktet Probles och familjen brokparasitsteklar. Inga underarter finns listade i Catalogue of Life.